# Muskogee County
Muskogee County ist ein County im Bundesstaat Oklahoma der Vereinigten Staaten. Der Verwaltungssitz (County Seat) ist Muskogee. Das U.S. Census Bureau hat bei der Volkszählung 2020 eine Einwohnerzahl von 66.339 ermittelt.

## Geographie
Das County liegt im mittleren Osten von Oklahoma, ist etwa 65 km von Arkansas entfernt und hat eine Fläche von 2173 Quadratkilometern, wovon 65 Quadratkilometer Wasserfläche sind. Es grenzt im Uhrzeigersinn an folgende Countys: Wagoner County, Cherokee County, Sequoyah County, Haskell County, McIntosh County und Okmulgee County.

## Geschichte
Muskogee County wurde am 16. Juli 1907 als Original-County aus Muskogee-Land gebildet. Benannt wurde es nach dem nordamerikanischen Indianerstamm der Muskogee.

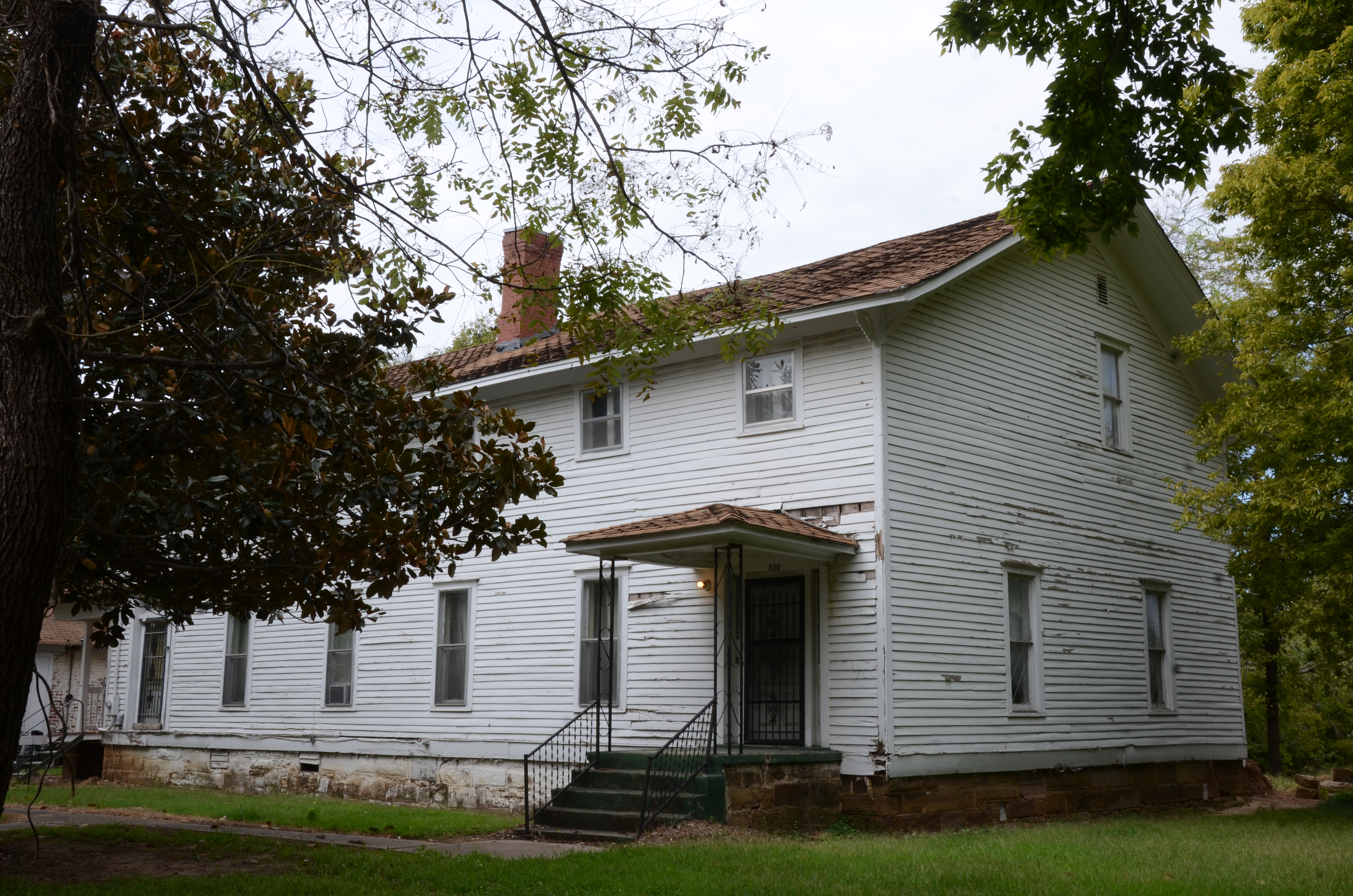
Unterkunftsgebäude im Fort Gibson

Im County liegen zwei National Historic Landmarks, das Honey Springs Battlefield und das Fort Gibson. 43 Bauwerke und Stätten des Countys sind im National Register of Historic Places (NRHP) eingetragen (Stand 5. Juni 2018).

## Demografische Daten

Alterspyramide des Muskogee County

Nach der Volkszählung im Jahr 2000 lebten im Muskogee County 69.451 Menschen in 26.458 Haushalten und 18.467 Familien. Die Bevölkerungsdichte betrug 33 Einwohner pro Quadratkilometer. Ethnisch betrachtet setzte sich die Bevölkerung zusammen aus 63,73 Prozent Weißen, 13,16 Prozent Afroamerikanern, 14,88 Prozent amerikanischen Ureinwohnern, 0,58 Prozent Asiaten, 0,03 Prozent Bewohnern aus dem pazifischen Inselraum und 1,19 Prozent aus anderen ethnischen Gruppen; 6,43 Prozent stammten von zwei oder mehr Ethnien ab. 2,67 Prozent der Bevölkerung waren spanischer oder lateinamerikanischer Abstammung.
Von den 26.458 Haushalten hatten 31,8 Prozent Kinder unter 18 Jahre, die im Haushalt lebten. 52,8 Prozent waren verheiratete, zusammenlebende Paare, 13,3 Prozent waren allein erziehende Mütter. 30,2 Prozent waren keine Familien, 26,7 Prozent waren Singlehaushalte und in 12,3 Prozent der Haushalte lebten Menschen im Alter von 65 Jahren oder darüber. Die durchschnittliche Haushaltsgröße betrug 2,51 und die durchschnittliche Familiengröße betrug 3,03 Personen.
25,9 Prozent der Bevölkerung waren unter 18 Jahre alt, 9,5 Prozent zwischen 18 und 24, 26,7 Prozent zwischen 25 und 44, 22,6 Prozent zwischen 45 und 64 und 15,3 Prozent waren 65 Jahre oder älter. Das Durchschnittsalter betrug 37 Jahre. Auf 100 weibliche Personen kamen 93,3 männliche Personen. Auf 100 Frauen im Alter von 18 Jahren oder darüber kamen 88,9 Männer.
Das jährliche Durchschnittseinkommen eines Haushalts betrug 28.438 USD und das durchschnittliche Einkommen einer Familie betrug 34.793 USD. Männer hatten ein durchschnittliches Einkommen von 28.670 USD gegenüber den Frauen mit 20.457 USD. Das Prokopfeinkommen betrug 14.828 USD. 14,1 Prozent der Familien und 17,9 Prozent der Bevölkerung lebten unterhalb der Armutsgrenze.